# Ferdynand VII na koniu

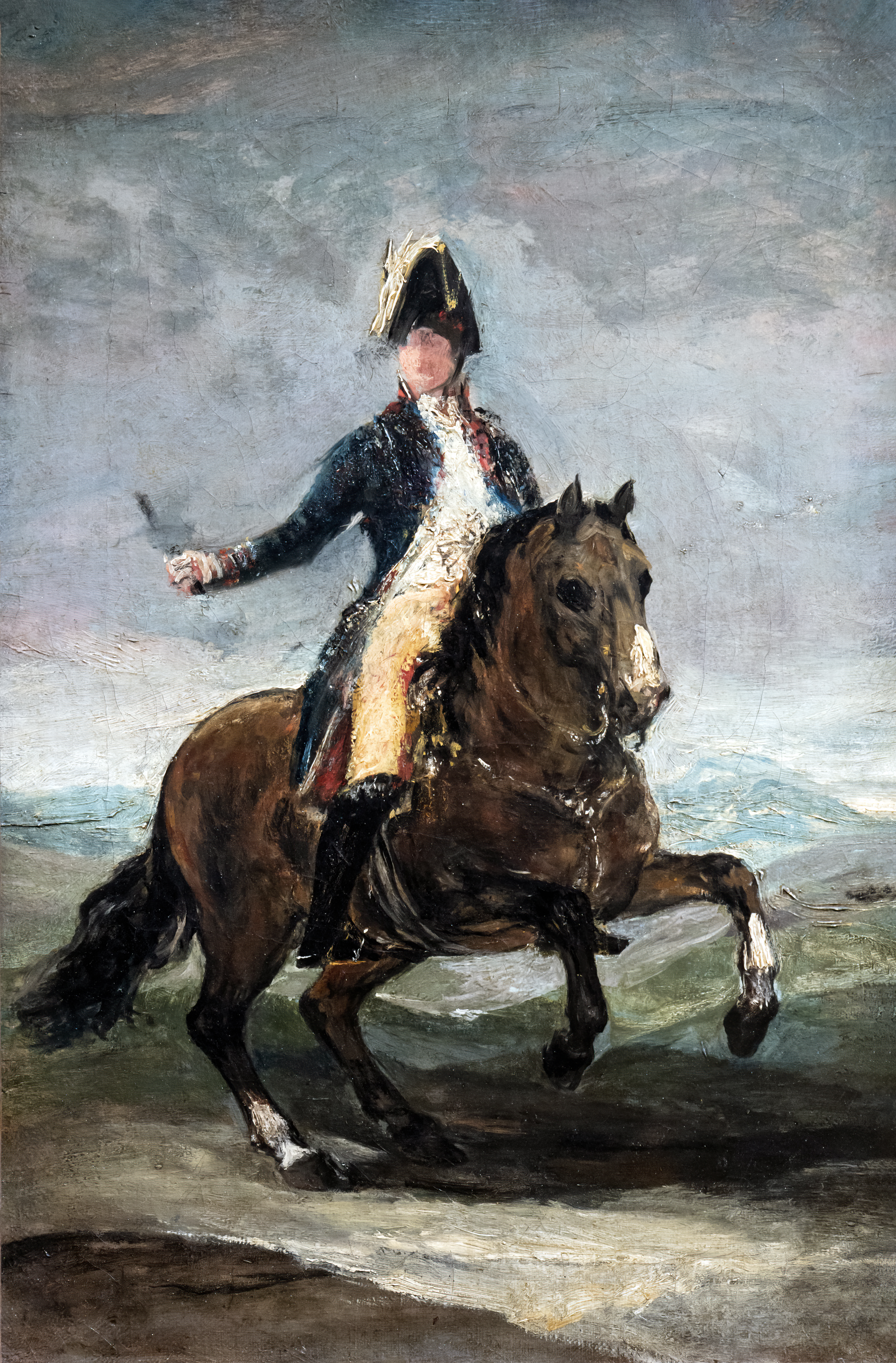
Szkic do portretu, kolekcja Muzeum Sztuk Pięknych w Agen

Ferdynand VII na koniu (hiszp. Fernando VII a caballo lub Retrato ecuestre de Fernando VII) – obraz olejny hiszpańskiego malarza Francisca Goi przedstawiający króla Ferdynanda VII krótko po objęciu tronu. Należy do kolekcji Królewskiej Akademii Sztuk Pięknych św. Ferdynanda w Madrycie.

## Ferdynand VII
Ferdynand VII (1784–1833) był synem hiszpańskiego króla Karola IV Burbona i Marii Ludwiki Burbon-Parmeńskiej. Jako książę i następca nie sprawował żadnej władzy, ponieważ para królewska faworyzowała sekretarza stanu Manuela Godoya i jemu powierzała najważniejsze obowiązki państwowe. Obawiając się o swoją sukcesję, Ferdynand spiskował przeciwko rodzicom razem z liberałami przychylnymi Napoleonowi, spisek jednak wykryto, a księcia aresztowano. Również Godoy uważał Francję i Napoleona Bonapartego za sprzymierzeńca, toteż nie przewidział jego planu zajęcia Hiszpanii i wcielenia jej do cesarstwa. W 1808 roku, kiedy armia francuska zbliżała się do hiszpańskiej stolicy wybuchły gwałtowne zamieszki skierowane przeciwko niepopularnemu i profrancuskiemu Godoyowi. Lud podżegany przez zwolenników księcia Ferdynanda wdarł się do Pałacu w Aranjuez, letniej rezydencji królewskiej. W wyniku tych wydarzeń Karol IV zmuszony był abdykować na rzecz syna 19 marca 1808 roku. Sytuację wykorzystał Napoleon, który wezwał skłóconą rodzinę królewską do Bajonny, oferując wsparcie w negocjacjach. Na francuskim terytorium zmusił nowo koronowanego Ferdynanda VII do abdykacji na rzecz ojca, który następnie przekazał koronę Napoleonowi na początku maja 1808 roku. Napoleon umieścił na hiszpańskim tronie swojego brata Józefa, który panował od czerwca 1808 do grudnia 1813 roku. Ferdynand VII został uwięziony w Valençay, w tym czasie w Hiszpanii trwała wojna niepodległościowa. Odzyskał wolność i tron w 1813 roku, hiszpański lud witał go z entuzjazmem i nazywał „Upragnionym”. Panował do śmierci w 1833 roku; jego rządy charakteryzowały się powrotem do absolutyzmu i prześladowaniem liberałów i sprzyjających Francuzom.

## Okoliczności powstania
Jest to pierwszy oficjalny portret Ferdynanda VII jako króla Hiszpanii. Obraz powstał w krótkim okresie między objęciem tronu a abdykacją w Bajonnie. Został zamówiony przez Królewską Akademię Sztuk Pięknych św. Ferdynanda 29 marca 1808 roku, zaledwie kilka dni po wydarzeniach w Aranjuez. Z akt posiedzenia akademii wiadomo, że portret był przeznaczony do sali zebrań, gdzie miał zawisnąć pod baldachimem. Zlecenie otrzymał Goya, jako dyrektor honorowy akademii i malarz nadworny. Goya za pośrednictwem akademii poprosił króla o pozowanie, gdyż ostatni raz malował go w 1800 roku, jako młodego następcę tronu na zbiorowym portrecie Rodzina Karola IV. Z korespondencji malarza dotyczącej tego zlecenia wiadomo, że 8 i 9 kwietnia 1808 odbyły się dwie sesje trwające po 45 minut. Czas, który Goya uznał za niedostateczny, aby dobrze uchwycić podobieństwo króla. 10 kwietnia Ferdynand VII wyjechał ze stolicy do Burgos, obiecując malarzowi więcej czasu po powrocie. Z Burgos jednak udał się do Francji, gdzie został uwięziony. W Madrycie miało miejsce powstanie ludowe 2 maja, a w lipcu zwycięstwo w bitwie pod Bailén, wydarzenia te prawdopodobnie wpłynęły na koncepcję obrazu. W liście z 10 września 1808 roku Goya zaproponował, aby kompozycja była portretem konnym, w odpowiedzi akademia pozostawiła mu wolny wybór. Malarz prawdopodobnie chciał namalować obraz, który byłyby także świadectwem momentu w historii, uzyskując jednocześnie efekt propagandowy.
2 października Goya poinformował akademię, że obraz został ukończony. Ustalono honorarium w wysokości 150 dublonów (13 tys. reali de vellón), Goya miał także otrzymać egzemplarz albumu rycin Arabskie zabytki w Grenadzie i Kordowie wydanego w 1804 roku. Płótno zostało dostarczone akademii 6 listopada 1808, ale nie zdołano go wyeksponować, gdyż tron objął Józef Bonaparte. Portret zawisł w akademii dopiero 31 sierpnia 1812. Król zobaczył go 5 lipca 1814, kiedy odwiedził akademię po powrocie do ojczyzny. Goya nigdy nie otrzymał zapłaty za portret króla. Po wojnie honorarium zredukowano do 6 tys. reali de vellón, a malarz bezskutecznie upominał się o nie w liście z 27 marca 1814 i 14 października 1816. Jego syn Javier domagał się zapłaty zaległego rachunku już po śmierci ojca w 1829 roku.

## Opis obrazu
Ferdynand VII został przedstawiony na koniu, na tle górzystego krajobrazu. Pochmurne niebo rozjaśnia się w głębi kompozycji. Koń podnosi się w eleganckiej pozycji en levade. Król ma na sobie mundur kapitana generała: czarny kaftan, białą kamizelkę, żółte spodnie i buty do jazdy konnej, a na głowie bikorn ozdobiony piórami. W jednej ręce trzyma wodze, a w drugiej laskę dowódcy. Na jego piersi widnieją biało-błękitna wstęga i wielki krzyż Orderu Karola III, czerwona wstęga neapolitańskiego Orderu Świętego Januarego, a pod nią niebieska wstęga francuskiego Orderu Ducha Świętego. Order Złotego Runa jest zawieszony na szyi na czerwonej wstędze. Znajduje się w naturalnym krajobrazie z pochmurnym niebem, które rozjaśnia się u dołu kompozycji, gdzie wyróżniają się góry. Twarz 24-letniego króla jest młoda i wyniosła, a postura wojskowa. Malarzowi udało się stworzyć obraz króla-wodza, który stoi na czele swojego ludu w walce przeciwko francuskiemu najeźdźcy. W innych okolicznościach powstał portret Karol IV na koniu z 1800 roku, gdzie Goya przedstawia władzę królewską w spokojny i majestatyczny sposób.
Goya inspirował się królewskimi portretami konnymi Velázqueza. Znał dobrze te dzieła, gdyż w 1778 wykonał na ich podstawie rysunki i ryciny. Zastosował niski punkt widzenia, podkreślający sylwetkę konia. W przeciwieństwie do Velázqueza miał trudności z prawidłowym uchwyceniem proporcji i anatomii konia. Zastosował skrót perspektywiczny w zadniej części, a głowa konia jest lekko obrócona tak, że zwierzę patrzy wprost na widza. Koń jest tradycyjnie symbolem poddanych, być może Goya nawiązuje do powstania ludowego z 2 maja, gdzie lud pozbawiony króla sam bronił się przed najeźdźcą.
Zachował się szkic do tego portretu wykonany impastami, o wymiarach 40 × 28 cm.

## Proweniencja
Obraz wykonany na zamówienie Królewskiej Akademii Sztuk Pięknych św. Ferdynanda wisiał w sali zebrań tej instytucji. Obecnie należy do zbiorów muzeum akademii. Obraz został wybrany do ilustrowanego zbioru najważniejszych dzieł Akademii św. Ferdynanda (Cuadros selectos de la Real Academia de Bellas Artes de San Fernando) wydanego w 1885. W tym celu malarz José Guillén wykonał rysunek i razem z Domingiem Martínezem rycinę na podstawie obrazu.
Szkic należał do kolekcji Federica de Madrazo w Madrycie, a następnie do francuskiego dyplomaty hrabiego de Chaudordy w Agen. Obecnie znajduje się w kolekcji Muzeum Sztuk Pięknych w Agen we Francji.